# القرى الشيعية في فلسطين

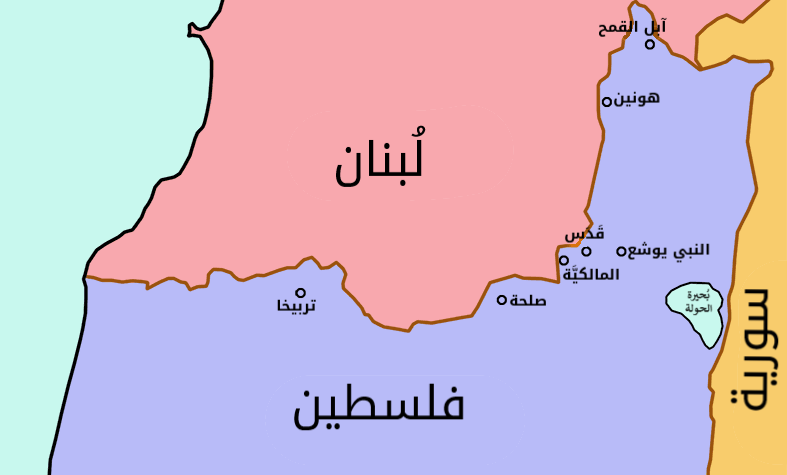
القرى الشيعية السبع في فلسطين الانتدابية

في الفترة من عام 1923 إلى عام 1948، كانت هناك سبع قرى في فلسطين الانتدابية، معظم سكانها من الشيعة (يعرفون أيضا باسم متاولة). وهم تربيخا، وصلحا، والمالكية، والنبي يوشع، وقدس، وهونين، وآبل القمح. وقد نقلت هذه القرى من المجال الفرنسي إلى البريطاني نتيجة لاتفاق الحدود المبرم في عام 1923. وقد تم إخلائها جميعها من سكانها خلال الحرب العربية الإسرائيلية عام 1948، وتقع مواقعها السابقة الآن في شمال إسرائيل.

## التاريخ
في نهاية الحرب العالمية الأولى، احتفظت الحكومتان البريطانية والفرنسية بمعظم منطقة الشام الخاضعة للاحتلال العسكري، حيث تسيطر بريطانيا على فلسطين، باستثناء المناطق الواقعة في أقصى الشمال، وتسيطر فرنسا على سوريا ولبنان. وقد تمت إدارة هذه المناطق في إطار إدارة أراضي العدو المحتلة العسكرية. وبعد أن نصت معاهدة فرساي لعام 1919 على تقسيم الإقليم إلى انتدابات، تقرر في مؤتمر سان ريمو المنعقد في مايو 1920 أن يكون لبريطانيا الانتداب المتعلق بفلسطين بينما سيكون لفرنسا الانتداب على سوريا ولبنان.
في سبتمبر 1920، أعلن أول مفوض سام فرنسي، الجنرال هنري غورو، ميلاد دولة لبنان الكبير. وفي 23 ديسمبر، وقع البريطانيون والفرنسيون اتفاقا يحدد بصورة عامة الحدود بين منطقتيهما. وأنشأ الاتفاق أيضا لجنة بوليه-نيوكومب لتحديد الحدود بدقة، مع منحها صلاحيات واسعة للتوصية بإدخال تعديلات عليها. وفي عام 1921، قبل أن تبلغ اللجنة، أجرت فرنسا عملية تعداد شملت القرى السبعK ومنحت الجنسية اللبنانية إلى المقيمين فيها. ولم يدرج أي من هذه القرى في تعداد عام 1922 لفلسطين. غير أن اللجنة قررت إجراء تسويات على الحدود وضعت القرى على الجانب الفلسطيني من الحدود، بالإضافة إلى أكثر من اثنتي عشرة قرية أخرى. تم الاتفاق على الحدود الجديدة في معاهدة تم التوصل إليها في سبتمبر 1923. ولم تتغير جنسية السكان لتصبح فلسطينية حتى عام 1926.
أحصى تعداد السكان لعام 1931 ما مجموعه 4,100 متوالي في فلسطين. وكانت آبل القمح تقريبا نصفها من الشيعة والنصف الآخر مسيحيين روم، في حين كانت القرى الست الأخرى معظمها من الشيعة.
خلال الحرب العربية الإسرائيلية عام 1948، تم إخلاء كافة القرى من سكانها. وقد فر معظم سكانها من اللاجئين إلى لبنان، على الرغم من بقاء بعضهم في إسرائيل كمشردين داخليا. المجتمعات المحلية الإسرائيلية، جزئيا أو كليا، على أراضي القرى السابقة تشمل، يوفال، وشوميرا، وزرعيت، وشتولا، ومرغليوت، ورموت نفتالي، ويرئون، ويفتاح، ومالكية.
في عام 1994، منحت الجنسية اللبنانية للاجئين من القرى السبع، المصنفين بوصفهم لاجئين فلسطينيين منذ عام 1948. ودعت بعض الفصائل في الحكومة اللبنانية، حزب الله بصفة خاصة، إلى «عودة القرى السبع إلى لبنان».